# Wide Show

Wide Show（日语：ワイドショー），或譯為雜聞秀，是日本一種電視節目形態，屬於新聞節目的分野之一，內容以社會新聞、娛樂新聞等軟性內容為主。

## 歷史
日本最初的Wide Show節目是日本教育電視台（NET電視台，現朝日電視台）自1964年4月開始播出的《晨間秀》。該節目效仿了美國NBC的《今天》節目，由前NHK主播木島則夫主持。該節目成功獲得主婦觀眾的支持，在播出一年後取得了15%前後的高收視率:99-103。一年之後，NET電視台在平日午後時段推出了類似節目《午後秀》。這兩個節目的成功使得NET電視台在平日白天的主婦向節目競爭上取得優勢:116-118。
此後各台紛紛效仿NET電視台，推出了類似的主婦向Wide Show節目，如富士電視台的《小川宏秀》:64-65和《3點的你》:88-89，亦成為高收視長壽節目。雖然Wide Show成為商業各台在平日白天時段的主要節目，但受公共廣播立場限制的NHK、以及節目製作費較低的東京電視台極少製作這一類型的節目。1980年代之前，Wide Show的節目內容多以取材錄影帶為主。但在1990年代之後，由於社會對Wide Show取材手法的批判日益增加，攝影棚內主持人和評論員的對話逐漸成為節目的主要內容。
1990年代後期開始，除了東京電視台之外，日本商業各台的傍晚新聞節目日益延長，節目時長從1小時逐漸增加至現在的普遍超過3小時。在節目時長延長的同時，傍晚新聞節目亦大量播出美食、娛樂新聞等過去主要由Wide Show介紹的內容。除了傍晚的新聞節目之外，晨間的資訊節目亦出現Wide Show化傾向。與此同時，以富士電視台的《獨家新聞!》為代表，Wide Show節目亦介紹更多政治等硬派新聞內容。新聞節目和Wide Show類型節目之間的界線日益模糊。
進入2000年代後，日本各電視台逐漸改用「情報節目」（情報番組）來代替「Wide Show」這個稱呼，但後者做為俗稱仍然常用。

## 節目內容
Wide Show多在平日白天播出。這一時段的電視觀眾以主婦、老年人為主。因此Wide Show的節目內容亦多是這些人群觀眾的社會新聞、娛樂緋聞等話題。且因節目時間較長（大多在兩小時左右），Wide Show得以為單條新聞撥出較長時間，進行詳細報道。在記者對新聞進行詳細報道後，通常主持人或時事評論員會對新聞做出評論。
NHK雖然不製作以時事新聞為主要內容的Wide Show，但製作以生活資訊為主要內容的大型資訊節目《朝一》，以和民放各台進行區隔。

## 批評

### 對內容的批評
Wide Show被視為是黃色新聞的一種形式，其低俗獵奇的節目內容及過激的取材手法長期受到爭議。對Wide Show的爭議在TBS錄影帶問題時達到高潮，該事件導致TBS電視台一度停止製作Wide Show類型的節目。然而由於Wide Show的製作費用低廉且能確保一定收視率，因此Wide Show在節目表上佔據的時間在近年不減反增，顯示出具一定的市場需要。

### 對輿論的影響
Wide Show類型的節目普遍具有一定收視率，因此對日本政界動向具有不可忽視的影響。例如小泉純一郎內閣成立後，以破天荒的政治手法博得大量Wide Show版面，成功拉高內閣支持率，亦因此有「Wide Show內閣」之稱。2005年日本眾議院大選時，Wide Show的大量選舉報道被認為是小泉政權取得大勝的原因之一。